# Zuid-Afrikaanse parlementsverkiezingen 1953
De Zuid-Afrikaanse parlementsverkiezingen van 1953 vonden op 15 april 1953 plaats en resulteerden in een absolute meerderheid voor de regerende Nasionale Party (een fusie van de Herenigde Nasionale Party en de Afrikaner Party) van premier dr. Daniel François Malan, terwijl de voornaamste oppositiepartij, de Verenigde Party van dr. J.G.N. Strauss zeven zetels moest inleveren. In de aanloop naar de verkiezingen waren de Verenigde Party en de kleinere sociaaldemocratische Labour Party overeengekomen elkaars kandidaten in de verschillende districten niet te betwisten.
De winst die de Nasionale Party bij deze eerste verkiezingen onder het Apartheidsregime boekte verzekerde Malan zich van een tweede termijn als premier en kon hij gemakkelijker Apartheidswetgeving doorvoeren.

## Uitslag
| Partij          | lijsttrekker              | %     | zetels | verschil |
| --------------- | ------------------------- | ----- | ------ | -------- |
| Nasionale Party | Dr. Daniel François Malan | 49,5% | 94     | +15      |
| Verenigde Party | Dr. J.G.N. Strauss        | 47,6% | 57     | -8       |
| Labour Party    | John Christies            | 2,6%  | 5      | -1       |
| Totaal          |                           | 100%  | 155    |          |

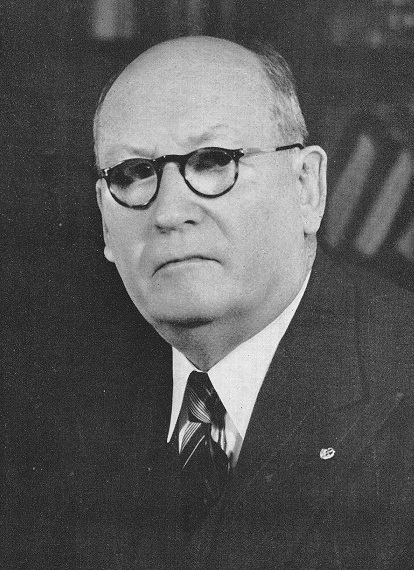
Daniel François Malan
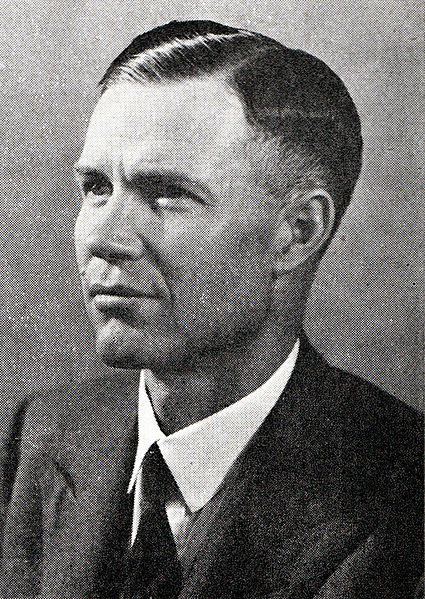
Jacobus Strauss

## Verwijzing
1. ↑  Winkler Prins Jaarboek 1954, door: red. Winkler Prins, blz. 410

Parlementsverkiezingen: 1910 · 1915 · 1920 · 1921 · 1924 · 1929 · 1933 · 1938 · 1943 · 1948 · 1953 · 1958 · 1961 · 1966 · 1970 · 1974 · 1977 · 1981 · 1984 · 1987 · 1989 · 1994 · 1999 · 2004 · 2009 · 2014 · 2019 · 2024

Referenda: 1960 · 1983 · 1992